# Roeboides paranensis
Roeboides paranensis és una espècie de peix de la família dels caràcids i de l'ordre dels caraciformes.

## Morfologia
- Els mascles poden assolir 8,9 cm de llargària total.[3]

## Alimentació
Menja escates de peixos i insectes aquàtics.

## Hàbitat
Viu en zones de clima subtropical entre 22 °C - 26 °C de temperatura.

## Distribució geogràfica
Es troba a Sud-amèrica, a les conques dels rius Paraguai i Paranà.